# Савез ципела
Савез ципела био је назив и симбол за низ сељачких устанака који су крајем 15. и почетком 16. века погодили Свето римско царство.

## Савез
Савез је настао 1493. године у Елзасу. Пошто је тамо разбијен, ширио се десном обалом Рајне. Године 1502. откривен је план новог устанка на чијем челу је стајао Јос Фриц, али ни пропаст тог устанка није угушио покрет. Он је обновљен у Шварцвалду под истим вођом. Године 1513. припреман је нови устанак који је требало да отпочне заузимањем Фразбурга. Завера је откривена. Покољ и погубљења који су уследили нису успела сасвим да униште покрет. Међутим, савез након 1513. године није имао значајнијих акција.